# Ćuić Brdo
Ćuić Brdo is een plaats in de gemeente Rakovica in de Kroatische provincie Karlovac. De plaats telt 0 inwoners (2001).